# Seznam libanonskih pesnikov
Seznam libanonskih pesnikov.

## A
- Gajat Almadhun

## B
- Abbas Baydoun

## G
- Khalil Gibran (1883-1931)

## H
- Joseph Harb

## M
- Issa Makhlouf

## S
- Georges Schehadé